# Örebro SK Fotboll

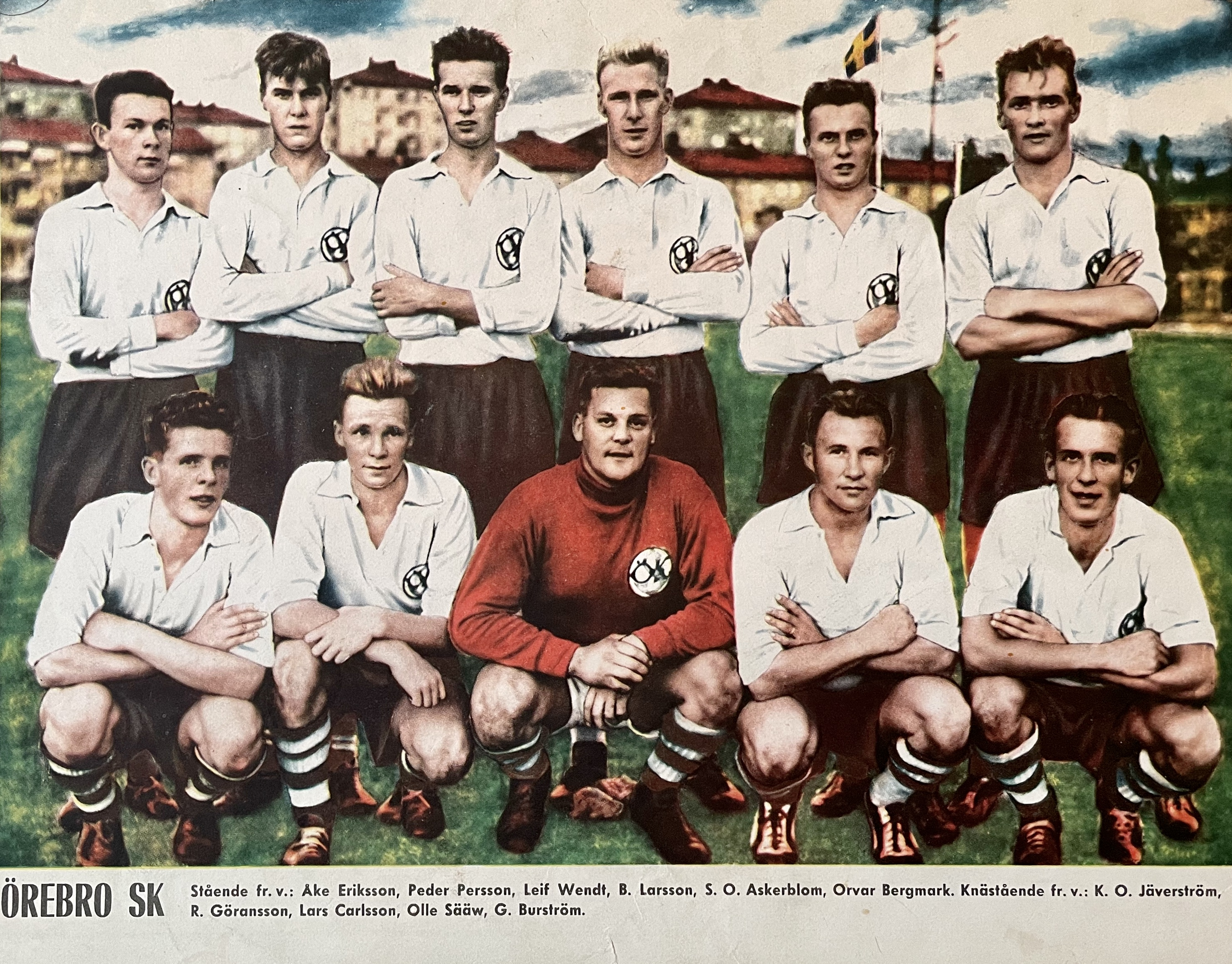
Örebro SK Fotboll 1958 med spelare som Åke Eriksson, Peder Persson, Leif Wendt, B. Larsson, S.O. Askerblom och Orvar Bergmark (stående). Knästående från vänster: K.O. Jäverström, R. Göransson, Lars Carlsson (målvakt), Olle Sääw och Gunnar Burström.

Örebro SK Fotboll (ÖSK)  är en fotbollsklubb inom Örebro SK i Örebro. 
Klubben var under 1990-talet och början av 2000-talet ett etablerat allsvenskt lag, men hade vissa ekonomiska problem. Svenska Fotbollförbundets licensnämnd underkände den kontrollbalansräkning som lämnades in av Örebro SK den 30 juni 2004 - trots att den godkänts av två oberoende revisionsbyråer - och beslutade att inte bevilja klubben licens för spel i Allsvenskan 2005. Örebro SK flyttades istället ned till Superettan, där man efter en mycket dålig start till sist hamnade på femte plats. Säsongen 2006 lyckades laget dock ta sig tillbaka till Allsvenskan genom att i konkurrens med Brommapojkarna knipa andraplatsen bakom Trelleborgs FF efter dramatik i sista omgången. Efter återkomsten till Allsvenskan 2006 har klubben haft såväl framgångar som motgångar, med tredjeplatsen 2010 och cupsilvret 2015 som höjdpunkter medan degraderingen 2012 utgjorde en lågpunkt. Sejouren i Superettan 2013 blev dock bara ettårig och klubben huserade sedan i mittenskiktet av Allsvenskan, fram till säsongen 2021 då klubben hamnade på näst sista plats vilket medförde att klubben återigen spelar i Superettan sedan säsongen 2022.

## Historia

### Grundandet och de första åren 1908-1911
Klubben grundades den 28 oktober 1908 på Kafé National. Beslutet att grunda klubben kom bland annat efter att 79 ynglingar brutit sig ur IFK Örebro efter en konflikt. Våren 1909 spelade laget sina första matcher. 1911 spelade man seriespel för första gången, då i örebroserien.

### Lokala framgångar och vita tröjor 1912-1922
1913 vann klubben Örebroserien för första gången. Vid denna tid deltog man också ofta i DM men lyckades aldrig gå till final.
1919 var fotbollssektionen nära att läggas ned efter ett fullständigt förfall inom laget. En kommitté tillsattes för ett vidare utbyte med bättre lag från Stockholm.
1920 anställdes den förste fotbollstränaren i klubben, Hjalmar Bergman. Klubben deltog samma år för första gången i SM. I tredje omgången blev man dock utslaget av IFK Uddevalla. Man deltog också för första gången i nationellt seriespel, Mellansvenskan division 2. 
1922 spelade man för första gången i sina numera klassiska vita tröjor. Fram till dess hade man nästan uteslutande spelat i svarta tröjor.

### Eyravallen och tunga tider 1923-1940
1923 invigdes den klassiska Eyravallen, något som 2 år senare skulle hjälpa laget. ÖSK hamnade näst sist i division 2 men fick vara kvar eftersom klubben var planägare. Året efter spelade man bättre fotboll och kvalade upp till division 1 där man fick möta Westermalms IF. Den första matchen slutade oavgjort, men i Stockholm blev det förlust med 0-4.
1928 degraderades klubben ner till division 3. 
1930 var man sånär att komma tillbaka till division 2 efter kvalmatcher mot Mariehovs IF. 
1933 vann man äntligen division 3. Direkt efter återkomsten kom man på andra plats efter IK Brage. När det fanns hopp om en bättre tid så slutade det snabbt. 
1936 degraderades man ännu en gång ner till division 3. 
1939 anställdes ungraren Kálmán Konrád av ÖSK. Dessutom spelade Fritjof Olsson som förste ÖSK-spelare i landslaget trots att man tillhörde division 3. 
1940 gick man obesegrat i division 3 och vann kvalmatcherna mot IF Rune.

### Mot bättre tider och Allsvenskan
1946 blev ett märkesår. Under ledning av den tyske tränaren Löwenthal tog sig ÖSK till allsvenskt kval mot Surahammars IF. I en avgörande match på Råsunda fotbollsstadion vann man med 2-1 och blev för första gången klart för Allsvenskan 1946/1947. Den säsongen slutade laget med 13 poäng och en näst sista plats vilket gjorde att laget åkte ur direkt. Säsongen efter vann man division 2 (näst högsta serien) efter en dramatisk uppgörelse med Karlstads BIK. I Allsvenskan 1948/1949 slutade Örebro SK på en 11:e plats och åkte i och med detta ur högstadivisionen. Denna säsong gjorde Orvar Bergmark sin debut i Örebro-dressen.

### Tvångsnedflyttning och återkomst 2005-
Inför säsongen 2005 beslutade Svenska Fotbollförbundet (SvFF) att tvångsnedflytta Örebro SK på grund av att man inte ansåg att klubben klarade de ekonomiska kraven för att beviljas elitlicens. Sedan 2006 finns bolaget ÖSK Elitfotboll AB, som nu till 100 % ägs av Örebro SK Fotbollsklubb. Aktieägare i Örebro Spelarinvest är cirka 170, de flesta lokala näringsidkare med ett stort ÖSK-hjärta.
Efter två år i Superettan vann laget uppflyttning till Allsvenskan 2007. Om det inte hade varit för att Allsvenskan utökades med 2 lag till 16 inför Allsvenskan 2008 så hade sportklubben behövt kvala för att vara kvar, vilket man nu slapp. Sixten Boström kom till klubben som ny tränare och hade det jobbigt inledningsvis. Under sommarfönstret så återvände John Alvbåge från Danmark och en dansk anfallare, Kim Olsen, värvades. Det visade sig vara det som behövdes för att få fart på spelet och ÖSK slutade 7:a. De två nästkommande säsongerna fortsatte sportklubben att klättra i tabellen och  Allsvenskan 2010 tog man lilla silvret, det vill säga tredje plats.

## Övrigt
- Bästa säsong: Tvåa i allsvenskan (Silver) 1994, Trea i allsvenskan (Lilla silvret) 2010, Fyra i allsvenskan (brons) 1961, 1967, 1997
- Flest matcher: Anders Karlsson, 379 matcher
- Flest allsvenska mål: Thomas Nordahl, 106 st
- Publikrekord:  20 066 åskådare mot Degerfors IF 1961
- ÖSK är även det laget som spelat flest säsonger i den högsta serien utan att ha vunnit.[3]

## Spelare

### Spelartruppen
| Nummer      | Land                    | Spelare           | Födelsedatum     | Kom från           | Moderklubb      |           |
| Målvakter   | Målvakter               | Målvakter         | Målvakter        | Målvakter          | Målvakter       | Målvakter |
| ----------- | ----------------------- | ----------------- | ---------------- | ------------------ | --------------- | --------- |
| 1           | Sverige                 | Malte Påhlsson    | 2 juni 1999      | Halmstads BK       | Alets IK        |           |
| 30          | Sverige                 | Buster Runheim    | 8 november 2006  | Örebro SK U        | Rynninge IK     |           |
| Försvarare  |                         |                   |                  |                    |                 |           |
| 2           | Irak                    | Alai Ghasem       | 16 februari 2003 | Newroz             | BK Häcken       |           |
| 3           | Sverige                 | Oskar Käck        | 3 mars 2004      | Sollentuna FK      | Rotebro IS      |           |
| 4           | Sverige                 | Erik McCue        | 18 januari 2001  | El Paso Locomotive | FC Bangkok      |           |
| 5           | Sverige                 | Jesper Modig      | 6 september 1994 | AFC Eskilstuna     | IFK Simrishamn  |           |
| 12          | Sverige                 | Theodor Hansemon  | 8 oktober 2002   | AFC Eskilstuna     | Bollnäs GIF     |           |
| 15          | Sverige                 | Lowe Astvald      | 27 mars 2005     | Örebro SK U        | Lillåns FK      |           |
| 27          | Sverige                 | Herman Bruhn      | 6 juli 2006      | Örebro SK U        | Glanshammars IF |           |
| Mittfältare |                         |                   |                  |                    |                 |           |
| 6           | Bosnien och Hercegovina | Melvin Bajrovic   | 9 juni 2001      | Hammarby TFF       | Täby IS         |           |
| 7           | Sverige                 | Erik Andersson    | 3 maj 1997       | FC Helsingør       | IK Wormo        |           |
| 10          | Sverige                 | Sebastian Tipura  | 2 februari 2004  | Lunds BK           | BK Häcken       |           |
| 11          | Sverige                 | Samuel Kroon      | 28 november 1996 | IF Brommapojkarna  | IK Bele         |           |
| 14          | Sverige                 | Hamse Shagaxle    | 16 maj 2005      | BK Forward         | IF Eker         |           |
| 20          | Sverige                 | Charlie Swartling | 7 januari 2005   | Örebro SK U        | Garphyttans IF  |           |
| 21          | Sverige                 | Linus Alperud     | 15 oktober 2005  | Örebro SK U        | Adolfsbergs IK  |           |
| 22          | Irak                    | Lucas Shlimon     | 15 februari 2003 | Assyriska IK       | Råslätts SK     |           |
| 24          | Sverige                 | Wessam Dukhan     | 26 januari 2005  | Örebro SK U        | Laxå IF         |           |
| Anfallare   |                         |                   |                  |                    |                 |           |
| 9           | Syrien                  | Antonio Yakoub    | 12 juni 2002     | Nordic United FC   | Assyriska FF    |           |
| 17          | Sverige                 | Kalle Holmberg    | 3 mars 1993      | Ħamrun Spartans    | Rynninge IK     |           |
| 18          | Sverige                 | Erman Hrastovina  | 10 maj 2006      | Örebro SK U        | Karlslunds IF   |           |
| 23          | Sverige                 | Kim Dickson       | 19 november 2001 | Torslanda IK       | Kortedala IF    |           |

### Utlånade spelare
| Nr | Land | Pos | Namn |
| -- | ---- | --- | ---- |

| Nr | Land | Pos | Namn |
| -- | ---- | --- | ---- |

### U-Trupp Äldre 2020
| Nummer      | Land      | Spelare                  | Födelsedatum     | Kom från        | Moderklubb       |           |
| Målvakter   | Målvakter | Målvakter                | Målvakter        | Målvakter       | Målvakter        | Målvakter |
| ----------- | --------- | ------------------------ | ---------------- | --------------- | ---------------- | --------- |
| -           | Sverige   | Samet Burgaj             | 11 juli 2002     | IFK Kumla       | IFK Kumla        |           |
| -           | Sverige   | Gustav Leijon            | 9 augusti 2001   | Motala AIF FK   | Motala AIF FK    |           |
| Försvarare  |           |                          |                  |                 |                  |           |
| -           | Sverige   | Alexander Bahar          | 27 april 2002    | BK Forward      | BK Forward       |           |
| -           | Sverige   | Olle Brorsson            | 4 maj 2001       | Östra Almby FK  | Östra Almby FK   |           |
| -           | Sverige   | Theodor Hessel           | 18 januari 2002  | Östra Almby FK  | Gideonsbergs IF  |           |
| -           | Sverige   | Gabriel Kaplan           | 15 januari 2001  | BK Forward      | Örebro Syrianska |           |
| -           | Sverige   | Ryad Mouvlier            | 27 mars 2001     | Karlslunds IF   | Örebro SK        |           |
| -           | Sverige   | Alireza Rezaei           | 9 juni 2002      | Karlslunds IF   | Laxå IF          |           |
| -           | Sverige   | Oscar Windahl            | 12 juni 2002     | Glanshammars IF | Glanshammars IF  |           |
| Mittfältare |           |                          |                  |                 |                  |           |
| -           | Sverige   | Joel Andersson Segerlind | 15 januari 2002  | Egen Produkt    | Örebro SK        |           |
| -           | Sverige   | Anton Ingves             | 16 juli 2001     | SK Sifhälla     | SK Sifhälla      |           |
| -           | Sverige   | Jonathan Johnsson        | 6 februari 2002  | Egen Produkt    | Örebro SK        |           |
| -           | Sverige   | Noel Milleskog           | 8 maj 2002       | IK Sturehov     | IK Sturehov      |           |
| -           | Sverige   | Dorian Nikola            | 5 mars 2002      | Degerfors IF    | Karlstad BK      |           |
| -           | Sverige   | Jonathan Rasch           | 27 april 2001    | Latorps IF      | Latorps IF       |           |
| -           | Sverige   | Joel Rigö                | 26 februari 2001 | Eskilstuna City | Eskilstuna City  |           |
| -           | Sverige   | Dino Salcinovic          | 8 december 2001  | BK Forward      | Örebro SK        |           |
| Anfallare   |           |                          |                  |                 |                  |           |
| -           | Sverige   | Nadir Ayéva              | 5 september 2001 | Egen Produkt    | Örebro SK        |           |
| -           | Sverige   | Alexander Falkenström    | 21 januari 2001  | BK Forward      | Karlslunds IF    |           |
| -           | Sverige   | Viktor Hallin            | 13 juni 2001     | Rynninge IK     | IK Sturehov      |           |
| -           | Sverige   | Aklam Mutebi             | 30 maj 2001      | BK Forward      | BK Forward       |           |
| -           | Sverige   | Herman Ragnarsson        | 1 januari 2002   | IK Sturehov     | Örebro SK        |           |
| -           | Sverige   | David Sahakyan           | 1 april 2002     | Degerfors IF    | Nora BK          |           |

## Gamla profiler
Här är några gamla profiler från klubbens första 100 år. Även nyare profiler har fyllts på i listan.
| - Sören Andersson (1966-72) - Thomas Andersson (1988-2006) - Orvar Bergmark (1947-54, 1955-62, 1964-65) - Hasse Borg (1974-76) - Yngve Brodd (1952) - Gunnar Burström (1952-62) - Lars "Lasse" Carlsson (1949-62) - Sten Dahl (1937-49) - Sven "Dala" Dahlkvist (1988-92) - Dixie Eriksson (1969-70) - Leif Eriksson (1969-70) - Per Gawelin (1996-2004) - Arnor Gudjohnsen (1994-98) - Carlos Gustafsson (1974-85) - Olle "Totten" Gustavsson (1953-54, 1962-69) - Anders Karlsson (1984-2002) - Kenneth Karlsson (1960-63, 1965-69) - Sigurd "Sigge" Karlsson (1925-33) | - Mirosław Kubisztal (1991-97) - Lars Larsen (2003-07) - Per-Olof "Peo" Larsson (1949-51) - Sven-Gunnar Larsson (1962-75) - Benny Lennartsson (1960, 1963-69) - Tore Lennartsson (1972-81) - Gösta Lindh (1942-55) - Antti Lundgren (1959-66) - Arne Lundqvist (1950-52, 1956-59) - Thomas Nordahl (1965-68, 1971-78) - Hans "Hasse" Nordin (1962-71) - Fritjof "Tjoffe" Olsson (1930-42) - Widorf "Klämmen" Pettersson (1939-49) - Mikael Steen (1988-2003) - Olle Sääw (1946-64) - Leif Wendt (1955-65) - Olle Åkerberg (1932-33, 1936, 1938-39) |

Här är några lite yngre profiler från klubbens andra 100 år.
| - Nordin Gerzic (2007-12, 2013, 2014, 2015-) - Patrik Haginge (2004-08, 2011-17) - Fredrik Nordback (1995-11) |

## Tränare

### Huvudtränare genom åren
Alla huvudtränare från 1939 och framåt:
| - Kálmán Konrád (1939–1942) - Harry Magnusson (1942–1944) - Erik Östling (1944–1945) - Werner Löwenthal (1945–1947) - Harry Magnusson (1947–1948) - Gösta Dunker (1948–1949) - Gösta Dunker & Sten Dahl (1949–1950) - Per Kaufeldt (1950–1951) - Widorf Pettersson (1951–1952) - Widorf Pettersson & Bertil Nordahl (1952–1953) - Frank Soo (1953–1954) - Gösta Lindh (1954–1955) - Widorf Pettersson (1955–1956) - Harry Magnusson (1956–1957) - Åke Engvall & Bill Burnikell (1957–1958) - Orvar Bergmark & Bill Burnikell (1958–1959) - Orvar Bergmark (1960–1961) - Karl Neschy (1962) - Vilmos Varszegi (1963–1964) - Gösta Lindh (1965–1966) - Lennart Samuelsson (1967–1970) - Orvar Bergmark (1971–1973) - Tord Grip (1974–1975) - Benny Lennartsson (1976–1977) - Benny Lennartsson & Orvar Bergmark (1978) | - Tord Grip (1979–1980) - Kenneth Rosén (1981–1982) - Roy Hodgson (1983–1984) - Stuart Baxter (1985) - Arvi Taaler & Milan Stojanović (1986) - Rolf Zetterlund (1987–1992) - Kent Karlsson (1993) - Sven Dahlkvist (1993–1999) - Mats Jingblad (2000–2002) - Stefan Lundin (2003–2004) - Patrick Walker (2005–2007) - Urban Hammar (2007) - Sixten Boström (2008–2012) - Per-Ola Ljung (2012–2014) - Alexander Axén (2014–2017) - Axel Kjäll (2017–2021) - Vítor Gazimba (2021) - Marcus Lantz (2021) - Joel Cedergren (2022) - Axel Kjäll (2022) - Christian Järdler (2022–2024) - Sreten Kenic (2025) - Patrik Haginge (2025) - Bernhard Nilsson (2025–) |